# Sidi Bouzid (Laghouat)
Pour les articles homonymes, voir Sidi Bouzid.
Sidi Bouzid est une commune de la wilaya de Laghouat en Algérie.

## Géographie

### Situation
| Aïn Deheb         | Zmalet El Emir Abdelkader | El Idrissia  |
| Gueltat Sidi Saad | Sidi Bouzid               | Bordj Douis  |
| Aflou             | Oued Morra - Aïn Madhi    | Aïn Chouhada |

### Démographie
En 2007, la commune comptait 3 864 habitants.